# Styczeń 2005 w sporcie
Zobacz też: Styczeń 2005 • Zmarli w styczniu 2005

## 31 stycznia
- W Warszawie zmarł Jan Mulak, trener lekkoatletyczny, twórca polskiego "Wunderteamu" w latach 50. i 60. XX wieku.
- Formuła 1 – zespół Williams ogłosił, że partnerem Marka Webbera w sezonie 2005 będzie Nick Heidfeld.
- Formuła 1 – zespół Williams zaprezentował bolid FW27, który zadebiutuje podczas Grand Prix Australii 2005

## 30 stycznia
- Australian Open 2005: tytuł w grze pojedynczej mężczyzn dla Rosjanina Marata Safina.
- Mistrzostwa Świata w Narciarstwie Alpejskim 2005: supergigant kobiet wygrała Szwedka Anja Pärson.
- Puchar Świata w skokach narciarskich w Zakopanem: zwycięstwo Adama Małysza.
- Puchar Świata w kombinacji norweskiej w Sapporo: zwycięstwo Fina Hannu Manninena (w tzw. Gundersenie).
- Puchar Świata w bobslejach w Sankt Moritz: konkurencję czwórek wygrali Kanadyjczycy z pilotem Pierre'em Luedersem.
- Mistrzostwa świata w saneczkarstwie na torach naturalnych 2005 w Latzfons (Włochy): konkurencje jedynek wygrali Rosjanka Jekatierina Ławrientiewa i Włoch Anton Blasbichler.
- Mistrzostwa świata w kolarstwie przełajowym 2005 w Sankt Wendel (Niemcy): tytuły mistrzowskie w wyścigach elity dla Niemki Hanki Kupfernagel i Holendra Svena Nijsa.

## 29 stycznia
- Australian Open 2005: pierwszy turniej wielkoszlemowy w sezonie wygrała Amerykanka Serena Williams.
- Mistrzostwa Europy w łyżwiarstwie figurowym w Turynie: po raz szósty w karierze tytuł mistrzowski wśród solistek wywalczyła Rosjanka Irina Słucka.
- Mistrzostwa Świata w Narciarstwie Alpejskim 2005: złoto w supergigancie dla Amerykanina Bode Millera.
- Puchar Świata w skokach narciarskich w Zakopanem: zwycięstwem podzielili się Adam Małysz i Norweg Roar Ljøkelsøy.
- Puchar Świata w kombinacji norweskiej w Sapporo: wygrana Fina Hannu Manninena (bieg ze startu wspólnego).
- Puchar Świata w bobslejach w Sankt Moritz: zwycięstwo dwójki szwajcarskiej Martin Annen, Beat Hefti.
- Mistrzostwa świata w saneczkarstwie na torach naturalnych 2005 w Latzfons: złoto w konkurencji dwójek dla Rosjan Pawła Porszniewa i Iwana Łazariewa. Brąz zdobyli Polacy Andrzej Laszczak i Damian Waniczek.

## 28 stycznia
- Tenis: drugim finalistą Australian Open w singlu mężczyzn został reprezentant gospodarzy, Lleyton Hewitt, który pokonał Amerykanina Andy'ego Roddicka w czterech setach.
- Formuła 1: Kierowca zespołu Ferrari, Michael Schumacher rozpoczął dzisiaj testy samochodu F2004M, który zostanie użyty w pierwszych czterech wyścigach sezonu 2005.
- Mistrzostwa Europy w łyżwiarstwie figurowym w Turynie: złoto w konkurencji par tanecznych zdobyli Rosjanie Tatjana Nawka i Roman Kostomarow.
- Puchar Świata w bobslejach w Sankt Moritz: konkurencję dwójek kobiecych wygrały Amerykanki Jean Racine i Vonetta Flowers.

## 27 stycznia
- Tenis: wyłoniono pierwszych finalistów gry pojedynczej wielkoszlemowego Australian Open. W finale kobiet zmierzą się dwie Amerykanki – Lindsay Davenport i Serena Williams. Pierwszym finalistą turnieju mężczyzn został Rosjanin Marat Safin, który pokonał obrońcę tytułu Szwajcara Federera, rewanżując się tym samym za finał tego turnieju w 2004.
- Mistrzostwa Europy w łyżwiarstwie figurowym w Turynie: czwarty tytuł mistrza Europy zdobył Rosjanin Jewgienij Pluszczenko.
- Puchar Świata w skeletonie w Sankt Moritz: zawody wygrali Szwajcarka Tania Morel i Amerykanin Chris Soule.

## 26 stycznia
- Prokom Trefl Sopot pokonał w Gdańsku Adecco Estudiantes 78:74 i jako pierwsza drużyna z Polski zapewniła sobie udział w czołowej szestnastce elitarnych rozgrywek koszykarskich Euroliga.
- Mistrzostwa Europy w łyżwiarstwie figurowym w Turynie: złoto w konkurencji par sportowych przypadło Rosjanom, Tatjanie Tot´mianinie i Maksimowi Marininowi.
- Anna Rogowska ustanowiła w Bydgoszczy rekord Polski w skoku o tyczce – 4,73 m. Tym samym Rogowska wygrała mityng halowy Elite Cafe Cup; w rozgrywanym jednocześnie konkursie skoku wzwyż mężczyzn triumfował Rosjanin Jarosław Rybakow (2,31 m).

## 25 stycznia
- Formuła 1 – stajnia Renault rozpoczęła na torze Ricardo Tormo w Walencji testy nowego bolidu, R25.
- Puchar Świata w narciarstwie alpejskim w Schladming: wieczorny slalom specjalny wygrał Austriak Manfred Pranger, świętując drugie zwycięstwo w karierze w odstępie kilku dni.

## 24 stycznia
- Puchar Świata w narciarstwie alpejskim w Kitzbühel: supergigant mężczyzn wygrał Austriak Hermann Maier.
- Formuła 1 – Team McLaren zaprezentował w Barcelonie bolid na sezon 2005, MP4-20.

## 23 stycznia
- Puchar Świata w narciarstwie alpejskim: slalom specjalny kobiet w Mariborze wygrała Szwedka Anja Pärson, slalom specjalny mężczyzn w Kitzbühel – Austriak Manfred Pranger (pierwsze zwycięstwo w karierze).
- Puchar Świata w skokach narciarskich w Titisee-Neustadt: zwycięstwo Czecha Jakuba Jandy.
- Puchar Świata w kombinacji norweskiej w Libercu: zawody sprinterskie wygrał Fin Hannu Manninen. Dzień wcześniej ze względu na niesprzyjające warunki atmosferyczne zawody odwołano.
- Puchar Świata w biegach narciarskich w Pragelato: sztafety sprinterskie zarówno męskie, jak i kobiece wygrały ekipy Niemiec (Jens Filbrich i Axel Teichmann; Viola Bauer i Claudia Künzel).
- Puchar Świata w saneczkarstwie (tory lodowe) w Winterbergu: konkurencję jedynek mężczyzn wygrał Rosjanin Albert Diemczenko, który jednocześnie zapewnił sobie wygraną w klasyfikacji generalnej Pucharu (pierwszy Rosjanin z tym trofeum).
- Puchar Świata w saneczkarstwie (tory naturalne) w Latzfons (Włochy): wygrana Włocha Mathiasa Rainera.
- Puchar Świata w biathlonie w Anterselvie: biegi na dochodzenie wygrali Sandrine Bailly (Francja) i Ole Einar Bjørndalen (Norwegia).
- Puchar Świata w bobslejach w Turynie: konkurencję czwórek wygrała ekipa Szwajcarii z pilotem Martinem Annenem.
- Zwycięzcy turnieju ITTF Pro Tour w tenisie stołowym w Zagrzebiu:
  - Yana Tie (Hongkong) – gra pojedyncza kobiet
  - Uładzimir Samsonau (Białoruś) – gra pojedyncza mężczyzn
- Finał turnieju rankingowego Welsh Open w snookerze: Ronnie O'Sullivan – Stephen Hendry 9:8.

## 22 stycznia
- Puchar Świata w biathlonie w Anterselvie: zwycięstwo Niemki Kati Wilhelm w biegu sprinterskim (7,5 km).
- Puchar Świata w narciarstwie alpejskim: slalom gigant w Mariborze wygrała Słowenka Tina Maze. Odwołano zawody mężczyzn w Kitzbühel.
- Puchar Świata w skokach narciarskich w Titisee-Neustadt: zwycięstwo Fina Janne Ahonena.
- Puchar Świata w biegach narciarskich w Pragelato: w biegach na dochodzenie (kobiety 10 km stylem klasycznym i 10 km stylem dowolnym, mężczyźni 15+15) triumfowali Norweżka Kristin Størmer Steira i Czech Lukáš Bauer.
- Puchar Świata w bobslejach w Turynie: wygrana pary szwajcarskiej Martin Annen i Beat Hefti.
- Puchar Świata w saneczkarstwie (tory lodowe) w Winterbergu: wygrane Niemki Sylke Otto (jedynki kobiet) i pary włoskiej Christian Oberstolz, Patric Gruber (dwójki).
- Puchar Świata w saneczkarstwie (tory naturalne) w Latzfons: wygrane Rosjanki Jekatieriny Ławrientiewej i pary polskiej Damian Waniczek, Andrzej Laszczak (dwójki).
- Początek mistrzostw świata w wieloboju sprinterskim (łyżwiarstwo szybkie) w Salt Lake City.

## 21 stycznia
- Puchar Świata w biathlonie w Anterselvie: zwycięstwo Norwega Ole Einara Bjørndalena w biegu sprinterskim (10 km).
- Puchar Świata w bobslejach kobiet w Turynie: wygrana niemieckiej dwójki Sandra Kiriasi, Berit Wiacker.

## 20 stycznia
- Puchar Świata w biathlonie w Anterselvie: bieg kobiet na 15 km wygrała Ołena Zubryłowa (Ukraina).
- Puchar Świata w narciarstwie alpejskim w Zagrzebiu: wygrana Finki Tanji Poutiainen w slalomie specjalnym.
- Puchar Świata w skeletonie w Turynie (próba przedolimpijska): zwycięstwa Kanadyjczyka Duffa Gibsona i Niemki Kerstin Jürgens.

## 19 stycznia
- Puchar Świata w biathlonie w Anterselvie: wygrana Norwega Ole Einara Bjørndalena w biegu na 20 km.

## 17 stycznia
- Rozpoczął się pierwszy turniej wielkoszlemowy w sezonie – Australian Open. Tytułu broni Szwajcar Roger Federer, zabrakło natomiast na starcie obu finalistek gry pojedynczej kobiet z 2004, Belgijek Justine Henin-Hardenne i Kim Clijsters.
- Trenerem kadry polskich siatkarzy został Argentyńczyk Raúl Lozano.

## 16 stycznia
- Zakończył się terenowy Rajd Dakar. W konkurencji samochodów triumfował Francuz Stéphane Peterhansel na Mitsubishi (były zwycięzca tego rajdu wśród motocyklistów) przed Lukiem Alphandem (zdobywcą alpejskiego Pucharu Świata w 1997). Wśród motocyklistów najlepszy był inny Francuz Cyril Despres na KTM.
- Puchar Świata w narciarstwie alpejskim: zjazd kobiet w Cortina d'Ampezzo wygrała Austriaczka Michaela Dorfmeister, slalom specjalny mężczyzn w Wengen niespodziewanie wygrał Niemiec Alois Vogl.
- Puchar Świata w biegach narciarskich w Nove Mesto: biegi sprinterskie wygrali Norwegowie Marit Bjørgen i Johan Kjølstad.
- Puchar Świata w skokach narciarskich w Bad Mittendorf: wygrana Adama Małysza.
- Puchar Świata w biathlonie w Ruhpolding: biegi na dochodzenie wygrali Rosjanka Olga Miedwiedcewa i Norweg Ole Einar Bjørndalen.
- Puchar Świata w saneczkarstwie (tor lodowy) w Igls: wygrane Niemców – Sylke Otto (jedynki kobiet), Georga Hackla (jedynki mężczyzn, 33. wygrana w karierze) i pary Patric Leitner/Alexander Resch (dwójki).
- Puchar Świata w saneczkarstwie (tor naturalny) w Oberperfuss: wygrane Włoszki Renate Gietl (jedynki kobiet), Włocha Antona Blasbichlera i pary austriackiej Reinhard Beer/Herbert Kögl (dwójki).
- Początek mistrzostw świata w snowboardzie w kanadyjskim Whistler.

## 15 stycznia
- Puchar Świata w narciarstwie alpejskim: w Cortina d'Ampezzo bieg zjazdowy kobiet wygrała Austriaczka Renate Götschl, w Wengen bieg zjazdowy mężczyzn wygrał jej rodak Michael Walchhofer.
- Puchar Świata w biegach narciarskich w Nové Město: bieg kobiet na 10 km stylem dowolnym wygrała Czeszka Kateřina Neumannová, bieg mężczyzn na 15 km stylem dowolnym wygrał Francuz Vincent Vittoz.
- Puchar Świata w skokach narciarskich w Bad Mittendorf (skocznia mamucia): wygrana Austriaka Andreasa Widhölzla.
- Puchar Świata w biathlonie w Ruhpolding: wygrana w sprincie Norwega Ole Einara Bjørndalena.
- Tenis: zakończyło się pięć turniejów zawodowych kobiecych i męskich. Finały:
  - Sydney: Lleyton Hewitt (Australia) – Ivo Minář (Czechy) 7:5, 6:0
  - Auckland: Fernando González (Chile) – Olivier Rochus (Belgia) 6:4, 6:2
  - Sydney: Alicia Molik (Australia) – Samantha Stosur (Australia) 6:7 (5-7), 6:4, 7:5 (pierwszy od 13 lat finał w rozgrywkach kobiecych z udziałem dwóch Australijek)
  - Hobart: Zheng Jie (Chiny) – Gisela Dulko (Argentyna) 6:2, 6:0
  - Canberra: Ana Ivanović (Serbia i Czarnogóra) – Melinda Czink (Węgry) 7:5, 6:1 (pierwszy w historii kobiecych rozgrywek przypadek finału z udziałem zawodniczek, które w tym samym turnieju spotkały się wcześniej, w decydującej rundzie eliminacji; Czink awansowała potem do turnieju głównego – jako tzw. szczęśliwa przegrana – dzięki rezygnacji innej zawodniczki).
  - Melbourne (korty Kooyong): finał turnieju pokazowego mężczyzn – Roger Federer (Szwajcaria) – Andy Roddick (USA) 6:4, 7:5.
- Prezesem Polskiego Związku Lekkiej Atletyki została wybrana na trzecią kadencję Irena Szewińska.

## 14 stycznia
- Jeden z ostatnich niezdobytych zimą ośmiotysięczników Sziszapangma uległ polskiej wyprawie. Pierwszego zimowego wejścia dokonali Polak Piotr Morawski i Włoch Simone Moro. Sziszapangma była do piątku jednym z siedmiu niezdobytych przez człowieka zimą ośmiotysięczników. Pozostałe to: K2, Makalu, Nanga Parbat, Broad Peak, Gaszerbrum I i Gaszerbrum II. Na wszystkich innych szczytach o wysokości powyżej 8000 m jako pierwsi stawali zimą Polacy.
- Puchar Świata w narciarstwie alpejskim: sukcesy reprezentantów Austrii. Superkombinację (po jednym przejeździe slalomu i biegu zjazdowego) w Wengen wygrał Benjamin Raich, supergigant w Cortina d'Ampezzo wygrała Renate Götschl.
- Puchar Świata w biathlonie w Ruhpolding: w biegu sprinterskim wygrały (ex aequo) Rosjanki Olga Miedwiedcewa i Swietłana Czernousowa.
- Puchar Świata w saneczkarstwie (tory naturalne) w Oberperfuss: wygrana polskiej dwójki Andrzej Laszczak/Damian Waniczek.
- Uniwersjada: drużyna polskich skoczków (Grzegorz Sobczyk, Marcin Bachleda, Rafał Śliż, Krystian Długopolski) zdobyła srebrny medal. Zawody wygrali Słoweńcy.

## 13 stycznia
- Puchar Świata w biathlonie w Ruhpolding: zawody sztafetowe mężczyzn wygrali Norwegowie.
- W Austrii początek zimowej uniwersjady.

## 12 stycznia
- Puchar Świata w narciarstwie alpejskim w Cortina d'Ampezzo: supergigant wygrała Austriaczka Renate Götschl. Poważnej kontuzji w zawodach doznała Niemka Maria Riesch, trzecia zawodniczka Pucharu Świata w ubiegłym sezonie i prawdopodobnie nie wystąpi już do końca zimy.
- Puchar Świata w biathlonie w Ruhpolding: zawody sztafetowe kobiet wygrały Rosjanki.
- Zmarł nagle Edward Paluch, szef wyszkolenia Polskiego Związku Snowboardu.
- Prokom Trefl Sopot w rozgrywkach koszykarskiej Euroligi pokonał w hali Olivia w Gdańsku grecki Olympiakos Pireus 77:71.

## 11 stycznia
- Zmarł Jerzy Pawłowski, polski szermierz, mistrz olimpijski, nazywany "szablistą wszech czasów".
- Na trasie 11. etapu Rajdu Dakar (Atar-Kifa) zmarł na atak serca motocyklista włoski Fabrizio Meoni, wicelider klasyfikacji generalnej.
- Puchar Świata w narciarstwie alpejskim w Adelboden: zwycięstwo Włocha Massimiliano Blardone w slalomie gigancie.

## 10 stycznia
- W szpitalu w Alicante zmarł José Manuel Pérez, hiszpański motocyklista, ciężko ranny na siódmym etapie Rajdu Dakar 6 stycznia. Pérez, właściciel firmy chemicznej, urodził się 5 listopada 1963 w Pinoso i uczestniczył w słynnym rajdzie po raz czwarty, a w chwili wypadku zajmował 118. miejsce w klasyfikacji generalnej.

## 9 stycznia
- Mistrzostwa Europy w łyżwiarstwie szybkim w wieloboju w Heerenveen:
  - kobiety: 1. Anni Friesinger; 2. Daniela Anschütz; 3. Claudia Pechstein (wszystkie Niemcy); ...12. Katarzyna Wójcicka-Trzebunia (Polska)
  - mężczyźni: 1. Jochem Uytdehaage; 2. Sven Kramer; 3. Carl Verheijen (wszyscy Holandia); ...13. Paweł Zygmunt (Polska).
- Puchar Świata w narciarstwie alpejskim: zwycięstwo Austriaczki Marlies Schild w slalomie specjalnym kobiet w Santa Caterina. W slalomie specjalnym mężczyzn w Chamonix triumfował Włoch Giorgio Rocca.
- Puchar Świata w skokach narciarskich w Willingen: zwycięstwo Fina Janne Ahonena, który ustanowił zarazem rekord skoczni – 152 m.
- Puchar Świata w kombinacji norweskiej w Seefeld: wygrana Fina Hannu Manninena (w konkurencji tzw. Gundersen).
- Puchar Świata w biegach narciarskich w Otepää: ze względu na uszkodzenia trasy sprintu po wichurze odwołano zawody pucharowe.
- Puchar Świata w biathlonie w Oberhofie: w biegu na dochodzenie wygrana lidera klasyfikacji pucharowej, Francuza Raphaëla Poirée; rywalizację kobiet w tej samej konkurencji wygrała Niemka Uschi Disl.
- Puchar Świata w saneczkarstwie (tory naturalne) w Unterammergau: zwycięstwa Austriaka Antona Blasbichlera (jedynki mężczyzn), Włoszki Renate Gietl (jedynki kobiet) oraz pary austriackiej Reinhard Beer i Herbert Kögl (dwójki mężczyzn).
- Tenis: 
  - finał turnieju w Adelajdzie – Joachim Johansson (Szwecja) – Taylor Dent (USA) 7:5, 6:3
  - finał turnieju w Ćennaju – Carlos Moyá (Hiszpania) – Paradorn Srichaphan (Tajlandia) 3:6, 6:4, 7:6
  - finał turnieju kobiet w Auckland – Katarina Srebotnik (Słowenia) – Shinobu Asagoe (Japonia) 5:7, 7:5, 6:4.

## 8 stycznia
- Zwyciężczynią Plebiscytu Przeglądu Sportowego na 10. najlepszych sportowców Polski została pływaczka Otylia Jędrzejczak. Wyprzedziła lekkoatletę Roberta Korzeniowskiego oraz parę wioślarzy Roberta Sycza i Tomasza Kucharskiego. Cała czwórka zdobyła złote medale na igrzyskach olimpijskich w Atenach.
- Puchar Świata w skokach narciarskich w Willingen: w rywalizacji drużynowej zwycięstwo ekipy Niemiec (Maximilian Mechler, Michael Uhrmann, Alexander Herr, Georg Späth). Sukces Niemcy okupili kontuzją Herra, która prawdopodobnie wyłączy go z rywalizacji do końca sezonu.
- Puchar Świata w biegach narciarskich w Otepää (Estonia): zwycięstwa Estończyka Andrusa Veerpalu (15 km techniką klasyczną) i Norweżki Marit Bjørgen (15 km techniką klasyczną).
- Puchar Świata w kombinacji norweskiej w Seefeld (Austria): zwycięstwo Fina Hannu Manninena (w sprincie).
- Puchar Świata w narciarstwie alpejskim: bieg zjazdowy mężczyzn w Chamonix wygrał Austriak Johann Grugger, slalom gigant kobiet w Santa Caterina wygrała Słowenka Tina Maze.
- Puchar Świata w biathlonie w Oberhofie: w biegu sprinterskim zwycięstwo Norweżki Lindy Tjørhom.
- Tenis: Puchar Hopmana (nieoficjalne mistrzostwo świata par mieszanych) zdobyła ekipa Słowacji (Daniela Hantuchová, Dominik Hrbatý), po finałowym zwycięstwie nad Argentyną (Gisela Dulko, Guillermo Coria) 3:0. Turniej WTA Tour w Gold Coast (Australia) wygrała Szwajcarka Patty Schnyder (w finale z Australijką Samanthą Stosur 1:6, 6:3, 7:5). Turniej ATP World Tour w Dubaju wygrał Szwajcar Roger Federer (w finale z Chorwatem Ivanem Ljubičiciem 7:5, 6:3), tym samym zapewniając sobie pozycję lidera rankingu Champions Race (obejmującego rezultaty tylko z bieżącego sezonu).

## 7 stycznia
- Puchar Świata w snowboardzie: zawody w skokach (big air) w Klagenfurcie wygrał Fin Risto Mattila, konkurencję slalomu równoległego w Sankt Petersburgu wygrała Szwajcarka Daniela Meuli.
- Puchar Świata w narciarstwie alpejskim w Santa Caterina: zwycięstwo Francuzki Ingrid Jacquemod w biegu zjazdowym.
- Puchar Świata w biathlonie w Oberhofie: zwycięstwo Niemca Svena Fischera w biegu sprinterskim (10 km).

## 6 stycznia
- Puchar Świata w biathlonie w Oberhofie: sztafetę mężczyzn wygrali niespodziewanie reprezentanci Szwecji (po raz pierwszy od 1993), przed Niemcami i Rosją. Polska sztafeta (bez Tomasza Sikory) zajęła ostatnie, 13. miejsce. Sztafetę kobiecą wygrały Niemki, przed Rosjankami i Słowenkami (Polki zajęły 11. miejsce).
- Puchar Świata w saneczkarstwie (tory lodowe) w Königssee: zwycięstwo lidera klasyfikacji generalnej, Rosjanina Alberta Diemczenki, w konkurencji jedynek mężczyzn.
- Puchar Świata w narciarstwie alpejskim w Santa Caterina: zwycięstwo Austriaczki Michaeli Dorfmeister w biegu zjazdowym.
- Puchar Świata w kombinacji norweskiej w Schonach: w tzw. Gundersenie (bieg na 15 km i dwa skoki) zwycięstwo Fina Hannu Manninen.
- Turniej Czterech Skoczni: konkurs w Bischofshofen wygrał Austriak Martin Höllwarth, przed Finem Janne Ahonenem i Japończykiem Daiki Itō. Klasyfikację generalną Turnieju Czterech Skoczni wygrał Ahonen przed Höllwarthem i drugim Austriakiem Thomasem Morgensternem.

## 5 stycznia
- Puchar Świata w saneczkarstwie (tor lodowy) w Königssee: konkurencję dwójek wygrali Niemcy Patric Leitner i Alexander Resch.
- Puchar Świata w biathlonie w Oberhofie: start sztafet męskich przełożono na następny dzień z powodu mgły.
- Poważną kontuzję odniósł szwajcarski narciarz alpejczyk Didier Cuche, specjalista konkurencji szybkościowych. Zajmujący w tym momencie 5. miejsce w klasyfikacji Pucharu Świata zawodnik prawdopodobnie nie wystąpi do końca sezonu.
- W Tarnowie zmarł Antoni Barwiński, piłkarz, w latach 40. 17-krotny reprezentant Polski, zawodnik Tarnovii i Unii Tarnów.

## 4 stycznia
- Puchar Świata w saneczkarstwie (tor lodowy) w Königssee: rywalizację jedynek kobiet wygrała Niemka Silke Kraushaar.

## 3 stycznia
- Turniej Czterech Skoczni w skokach narciarskich: zawody w Innsbrucku wygrał Fin Janne Ahonen. Było to już dziesiąte zwycięstwo Ahonena w zawodach Pucharu Świata w sezonie.

## 2 stycznia
- Puchar Świata w kombinacji norweskiej w Ruhpolding: zwycięstwo Niemca Ronny Ackermanna.
- Puchar Świata w saneczkarstwie na torach lodowych w Oberhofie: rywalizację drużynową wygrali Niemcy (Sebastian Schmidt/Andre Forker, Silke Kraushaar, David Möller), jedynki mężczyzn – Rosjanin Albert Diemczenko, jedynki kobiet – Niemka Barbara Niedernhuber, dwójki – Niemcy André Florschütz i Torsten Wustlich.

## 1 stycznia
- Turniej Czterech Skoczni: konkurs skoków narciarskich w Garmisch-Partenkirchen wygrał Fin Janne Ahonen.
- Początek turnieju tenisowego o Puchar Hopmana w Perth (Australia). Turniej ten jest określany jako nieoficjalne mistrzostwa świata w grze mieszanej (mikście).